# 帕科阿
帕科阿是哥倫比亞的城鎮，位於該國東南部，由沃佩斯省負責管轄，面積14,109平方公里，海拔高度150米，2005年人口4,412，人口密度每平方公里0.31人。
0°03′N 71°13′W / 0.050°N 71.217°W